# David Eric Browne
David Eric Browne (Puerto Moresby, 27 de diciembre de 1995) es un futbolista papú que juega como delantero en el HJK Helsinki de Finlandia.

## Carrera
Llegó en 2012 al Auckland City proveniente del Central United. Al principio era utilizado como suplente pero lentamente se ganó un puesto en el equipo titular. En 2015 fue contratado por el PEC Zwolle neerlandés para su equipo sub-21. En 2016 pasó al F. C. Groningen sub-23. Sus actuaciones lo llevaron a integrar el banco de suplentes el 25 de febrero de 2017 en un encuentro ante el F. C. Utrecht, aunque no llegó a disputar ningún minuto. Desde 2020 juega para el HJK Helsinki de la liga finlandesa.

### Clubes
| Club                   | País          | Año           | Partidos | Goles |
| ---------------------- | ------------- | ------------- | -------- | ----- |
| Auckland City F. C.    | Nueva Zelanda | 2012-2015     | 50       | 10    |
| PEC Zwolle sub-21      | Países Bajos  | 2015-2016     |          |       |
| F. C. Groningen sub-23 | Países Bajos  | 2016-2018     |          |       |
| Auckland City F. C.    | Nueva Zelanda | 2018-2020     | 26       | 13    |
| HJK Helsinki           | Finlandia     | 2020-presente | 19       | 3     |

### Selección nacional
Representó a Papúa Nueva Guinea en el Campeonato Sub-17 de la OFC 2011. Allí disputó cuatro partidos y convirtió un gol ante Samoa Americana. Hizo su debut con la selección mayor el 23 de marzo de 2017 en un encuentro ante Tahití válido por la clasificación a la Copa Mundial de 2018.

## Palmarés

### Títulos nacionales
| Título            | Club                | País          | Año     |
| ----------------- | ------------------- | ------------- | ------- |
| Charity Cup       | Auckland City F. C. | Nueva Zelanda | 2013    |
| ASB Premiership   | Auckland City F. C. | Nueva Zelanda | 2013-14 |
| ASB Premiership   | Auckland City F. C. | Nueva Zelanda | 2014-15 |
| Charity Cup       | Auckland City F. C. | Nueva Zelanda | 2018    |
| Copa de Finlandia | HJK Helsinki        | Finlandia     | 2020    |
| Veikkausliiga     | HJK Helsinki        | Finlandia     | 2020    |
| Veikkausliiga     | HJK Helsinki        | Finlandia     | 2021    |
| Veikkausliiga     | HJK Helsinki        | Finlandia     | 2022    |

### Títulos internacionales
| Título                      | Club                | País          | Año  |
| --------------------------- | ------------------- | ------------- | ---- |
| Liga de Campeones de la OFC | Auckland City F. C. | Nueva Zelanda | 2013 |
| Liga de Campeones de la OFC | Auckland City F. C. | Nueva Zelanda | 2014 |
| Liga de Campeones de la OFC | Auckland City F. C. | Nueva Zelanda | 2015 |